# Медицинска етика
Медицинска етика део је нормативне етике која се дефинише и као посебан облик нормативне или посебне практичне етике. Она у практичном смислу, регулише искључиво оне норме које су у области професионалних и моралних обавеза и дужности медицинских (здравствених) радника. Развој медицинске етике који је започео у преисторијском периоду развоја људске заједнице, њеним уобличавањем у саме почетке медицине, да би се на почетку трећег миленијума медицинска етика дефинитивно уобличила у посебну дисциплину научне медицине. На то је пре свега у 20. веку утицала потреба посебног регулисања медицинско етичких и медицинско правних аспеката лекарског позива. Зато се као неопходност наметнуло потреба обавезног изучавање медицинске етике током студирања медицине али и током бављења праксом или научноистраживачким радом сваког лекара.

## Основни појмови о моралу и етици
Значај медицинске етике
Медицинска етика има за циљ да профилише савременог лекара у контексту односа лекар - колеге, лекар - болесник, лекар и породица пацијената, лекар и заједница. Чињеница је да се однос лекар - пацијент никада није једноставна професионална релација две особе. Зато знања из области медицинске етике и медицинског права за лекара садашњице имају немерљиву вредност, јер се етичност обављања лекарске професије усваја, а не учи.
Морал
Морал, је скуп неписаних друштвених норми по којима се људи требају понашати и формирати своја расуђивања и своја понашања у некој средини пре свега у односима унутар неке друштвене групе.
Етика
Етика је скуп обичаја, навика и норми, којим се људи једне заједнице руководе у својим поступцима и свом целокупном понашању.
Етимологија етике и морала
Етимолошки етика потиче од две грчке речи: ethos – običaj (навика, уобичајена радња) и ethikos – моралан (пребивалиште, ћуд, нарав, људи на пребивалишту). Термин етика се обично користи да означи вредносне принципе релевантне за неки посебан контекст, домен активности или професију. Етика је теорија праксе - теорија о пракси.
Значи, појмови морал и етика етимолошки потиче од латинске и грчких речи и на оба језика значе - обичај. Ипак семантичка дистинкција између термина морал и етика је јасна.
Реч етика и морал су синоними, мада се у свакодневној пракси њихова значења често различито. Морал је пракса у друштвеном животу, а етика је наука о моралу као друштвеном феномену.
Под појмом морал, који потиче од грчке речи: ethikos – моралан (пребивалиште, ћуд, нарав, људи на пребивалишту), обично се подразумева скуп неписаних друштвених норми на основу којих људи обликују своја расуђивања и своја понашања у односима са другим у друштвеној групи којој припадају (нпр, морал се колоквијално поистовећује са социјалним, личним и сексуалним понашањем појединца, а када се каже етика, обично се мисли о професионалном понашању.
Иако се морал и етика, у свакодневном говору и употреби, значе исто, лекара у свом раду термине морал и етику не сме поистовећивати. Лекар и здравствени радник морају усвојити да је етика филозофска научна дисциплина, та у том смислу да се:
- Појмом морал означава: одређена појава и пракса у друштвеном животу.
- Појмом етика означава: наука о моралу као друштвеном феномену.

| „ | Уместо моралан не може се рећи етичан, јер појам моралан припада моралној пракси, а појам етичан теорији о моралу. | ” |

Деонтологија
Деонтологија се дефинише као део етике која разматра питање дуга и дужности уопште, односно свега онога што изражава моралне потребе и захтеве те врсте, било у форми писаног налога, било у форми одредби. Медицинска етика и медицинско право могу се обухватити заједничким називом медицинска деонтологија. Медицинска деонтологија, као термин потиче од грчких речи deon - дужност и logos - говор, наука, који је први употребио Џереми Бентам (Ј.Bentham 1784 — 1832), енглески филозоф у свом делу Деонтологија (1834)) у коме је утврдио дужности медицинских радника.
| „ | Медицинска деонтологија регулише (нормира) и међусобне односе медицинских радника, односно радника према болесницима, али и њихове односе према друштву. Реч је, дакле, о моралној дужности одношења према другим лицима. Јасно је да се овим подразумева не само постојање свести медицинских радника о постојању моралних норми као врсте дужности, већ и апсолутно придржавање тих норми. Другим речима, деонтологија утврђује принципе професионалног понашања медицинских радника. | ” |

Ипак, медицинска деонтологија је нешто шири појам. Она обухвата не само етичка начела, већ и позитивне правне прописе који регулишу рад у области медицине. Медицинска деонтологија покрива, према томе, моралне и правне дужности медицинских радника, чије непоштовање доводи до моралне односно правне одговорности. Према томе јасно произлази, из свега овога да је медицинска деонтологија од огромног значаја и за медицину у целини и за сваког појединачног медицинског радника.
Медицинска деонтологија почива на два темељна стуба: један је медицинска етика а други медицинско право, односно правни прописи који регулишу рад на заштити и унапређењу здравља.
Морални кодекс
Термин „морални кодекс” односи се на ближе одређивање свих медикодеонтолошких принципа понашања медицинских радника, који се наводе у деонтологији. Морал савременог лекара је пројекција у којој је човек централна вредност. Зато је лекар увек и стално на испиту морала, па слободно можемо у том смислу парафразирати ову реченицу:
| „ | Само добар човек може бити добар лекар. (Hermann Nothagel) | ” |

Еуфемизам
Еуфемизам је посебан облик вербалног изражавања, исказивања и саопштавања у свакодневном интерперсоналном контакту бираним речима које ублажавају снагу одјека тих речи код саговорника, и тиме смањују (ублажавају) његову реакцију.
Као и друге пранорме данас је еуфемизам, у тој мери, аутоматизован и уобичајен манир интерперсоналне комуникације, да се пре може посматрати као етикеција него као превентивна функција у кореспонденцији са човековим етичким понашањем према другима.
Алтруизам
Алтруизам је пожељна врлина личности а настаје из надограђених социомотива током развоја личности. Он подразумева несебичну спремност да се у свакој ситуацији помогне другом без очекивања реципроцитета, а посебно нематеријалне, сексуалне или друге користи.
Стајнберг предлаже дефиницију алтруизма у клиничком окружењу, то јест „намерне и добровољне радње које имају за циљ да побољшају добробит друге особе у одсуству било каквих спољних награда“. У извесном смислу, супротност алтруизма је инат; опака радња која штети другоме без личне користи.
Пожељне врлине личности
Бројне су врлине, односно пожељне позитивне особине личности познате у нашем супкултурном миљеу, које би требало да поседује сваки лекар. Најчешћи називи пожељних врлина личности су:
- љубазност,
- достојанство,
- племенитост (великодушност),
- самопожртвовање,
- смерност,
- дарежљивост,
- дружељубивост,
- солидарност,
- колективност,
- дисциплинованост,
- одговорност,
- самоиницијативност,
- храброст,
- скромност,
- поштење,
- верност,
- уздржање (самосавлађивање),
- искреност,
- издржљивост,
- истинољубивост,
- узвишеност,
- доследност,
- трпељивост,
- психолошко - морална зрелост.

Непожељне особина личности
Бројне нежељене, негативне особине личности, познате су у нашем супкултурном миљеу, и њих не би требало да поседује лекар. Најчешћи називи непожељних особина личности су:
- таштина,
- тврдоглавост,
- користољубље,
- вероломство (издајство),
- каријеризам, подлост, осветољубивост,
- циничност,
- улизиштво (полтронство),
- малодушност,
- дволичност (лицемерство),
- паразитизам,
- лажљивост, демагогија, клевета,
- инертност (учмалост),
- малограђанштина, примитивизам, бахатост, простаклук,
- охолост (уображеност), надувеност,
- злоба, пакост,
- похлепа (лакомост), похота,
- гнев,
- мрзовоља,
- бес, агресија итд.

## Историја
Иако су писани историјски документи о медицинске етици јако оскудни, њен развојни пут донекле се може пратити из списа у којима се разматрају бројна правила, закони, канони, заклетве, деклерације и кодекси у којим су обухваћене одређене области здравствене делатности. Посебан значај са историјске тачке гледишта имају записи из медицинске етике. У свима њима присутна је, на овај или онај начин, идеја медицинског хуманизма медицинске и етичке мисли која је бројним законима кроз историју пратила развој хуманизма и етичке мисли уопште.
Стари век
Из периода Старог века извучени су откривени и сачувани споменици, писана документа, гробнице и други извори давно несталих цивилизација Вавилона, Асирије, Египта, Индије, Персије, Кине, Инка, Маја и античке Грчке. Из тог периода о етици и морала човечанство поседујемо читаве библиотеке из времена тих цивилизација те имамо сазнања и можемо изучавати прошлост од пре три до пет
хиљада година.
У Хамурабијевом законику (2000 година пре нове ере) налазе се записи о дужностима лекара пре прегледа жена и о одговорности лекара током хируршких интервенција. Законик се састоји из три дела: пролог, чланови и епилог. У прологу пише како је Хамураби послат од стране богова на земљу да на њој успостави мир, ред и правичност. Други део садржи, по Шеловој нумерацији, 282. кратко исписана члана. У завршном делу Хамураби наводи своје заслуге, обећава божанске награде онима који поштују законик и проклиње оне који га не поштују. Законик се примењивао у целој Месопотамији и после Хамурабијеве смрти.
У древном индијском делу народног епоса „Ajurvede” („Књига живота”, IX-III век п. н. е.) наведена су неке препоруке за ученике лекарске вештине, нпр. да лекар мора да поседује беспрекоран физички изглед, добар вид, правилно обликована уста и нос, здраве зубе, праву кичму. Такође лекар је морао да негује правилан и чист језик, да има чврст карактер, да буде уман и даровит, истинољубив, незајажљив и поврх свега, да буде скроман у одевању.
У једној од варијанти „Ajurvede” индијског хирурга Махариши Сушруте, о етици лекара је написано:
| „ | Лекар који је умешан искључиво у оперативним захтевима, а при томе не поседује медицинска знања, не заслужује уважавање... он је сличан птици с једним крилом... Лекар је дужан да болеснику буде отац, ономе ко се опоравља од болести – заштитник, а здравом – пријатељ. | ” |

У радовима Вагбхата, записано је:
| „ | Лекар дужан да сам себе васпитава, изграђује сопствени карактер и унапређује ум. Човечанство мора постати религија лекара. Болесник може посумњати у искреност блиских сродника али никад не сме сумњати у свог лекара. Лекар је дужан да се према болеснику односи чак и боље него и сродници самог болесника. | ” |

У правом смислу отац научне етике сматра се Сократ (469 - 399. године пре нове ере), који је први у етичка разматрања уградио научни приступ и остао овековечен својим етичким учењем. Данас се може тврдити да је Сократ основао и усмерио будући развој европске етике, односно њене традиције. Он је етику као учење о добру, срећи или спасењу поставио у средиште укупне филозофије, чиме је формирана етика као самостална наука о човековом понашању. Оно што је посебно красило Сократа је чињеница да се он није током читавог свог живота задовољавамо постигнутим знањем, већ је тежио новом сазнању и сматрао себе и свет несавршеним. Желео је да то пренесе на своје ученике и сматрао да такву самосвест треба да има сваки човек.
Хипократова заклетва, за коју се претпоставља да потиче из средине петог века пре нове ере, а из питагорејске филозофске школе древне Грчке, говори се о етици лекара. Иако заклетва носи назив по Хипократу, славни филозоф није њен творац, већ особа за коју се зна да је полагала заклетву. У слободном тексту старо-античког превода, који је до данашњих дана користи, битни делови Хипократове заклетве су сачували своју етичку вредност.
| „ | „Заклињем се Аполоном лекаром, Асклепијем, Хигијејом и Панакејом и свим боговима и богињама, позивајући их за сведоке, да ћу се по својој савести и својим снагама држати ове заклетве и ове обавезе” | ” |

Међутим има и једна тамна страна Хипократове етике Наиме руковођен најдубљим осећањем љубави према отаџбини и патриотизму, у одговору да заустави размере убитачне епидемије која је захватила персијску војску, он је био недвосмислен:
| „ | „Част ми не дозвољава да укажем помоћ непријатељима своје отаџбине!” (према Д. Миловановићу). | ” |

У прилог овом Хипократовом ставу било је и других одговора. Тако је нпр. хеленски филозоф Платон (427-347. п. н. е.) указивао да интереси болесника као појединца морају бити подређени интересима његове друштвене заједнице.
Средњи век
Према Касиодору (Kasiodor Magnus Aurelijus, 468-562), латинском учењаку у време владавине Гота у Италији, у официјелној употреби је била својеврсна порука, али и нека врста, заклетве (Formula komitis arhiartorijum) која гласи:
| „ | Од корисних вештина ни једна не пружа такву помоћ као медицина; она помаже болеснику као мајчинска љубав, бори се против болова и помаже када никакво богатство није од помоћи:медицина је вештина која више открива о човеку него што он сам о себи зна; то је вештина која јача колебљивце, враћа нарушено здравље и пружа отпор болести; лекари не смеју запустити сопствено знање, већ га морају стално проширивати и морају се са колегама саветовати; лекари морају пажљиво и упорко трагати за оним што рањеног може исцелити а слабог ојачати и излечити; лекари мрзе зло а цене искреност и чистоту; штета и погрешка у обичном животу се могу опростити, али штета по људско здравље представља злочин; долазак лекара представља за болесника долазак драгог госта који је за уморног освежење, за клонулога нова нада. Сви људи морају, по закону, вршити своју дужност, лекар је врши са љубављу и са пожртвовањем. | ” |

У Кини, Сун-Су-Миао (581-673) је у својој књизи "Хиљаду златних лекова" дао приказ етичких обавеза лекара. Формулације ових обавеза подсећају на Хипократову заклетву. Са великом се вероватноћом, с обзиром на географску дистанцу, може се претпоставити да Хипократова заклетва није утицала на дефинисање ових етичких обавеза.
Arnaldo de Vilanova (1235-1312) аутор је једне од најзначајнијих медицинских књига, правог споменика средњовековне епохе медицине западне Европе под називом „Салернског кодекса здравља”. Највећи део овог кодекса садржи, у стиховима, хигијенске и дијететске савете и упуте, али и ставове о „правој” личности лекара. Посебно се наглашава да лекар мора бити „пун нежности” и „некористољубив.
Guy de Chauliac (1300-1368), француски хирург, међу првима је уочио, да су знање из научне медицине један од услова да лекар током третмана и терапије болесника, смањи или елиминише утицај јатрогеније, али и да мора да поседује моралне и поштује одређене етичке принципе. У том смислу он је дао писмени пропис за хирурге:
| „ | Нека буде хирург смео у подухватима које зна да реши, а страшљив у ситуацијама које су опасне по болесника, нека избегава да погрешно лечи. Он треба да буде милостив према болеснику, обзиран према његовим ближњима, опрезан у својим прогнозама. Нека буде скроман, достојанствен, нежан, пун сажаљења и милости. Лекар не сме да изнуђује новац, нека његова награда буде у складу са његовим делом, са могућностима пацијената, са успехом лечења и са његовим личним достојанством. | ” |

Овом пропису, кроз више векова, све до данашњих дана, ништа није одузето, нити треба одузети.
Нови век
Прву модерну монографију о лекарској деонтологији „De sautelis medicorum” написао је Габријел Забрие у XV веку. Први савремени кодекс етичких правила за лекаре и хирурге, саставио је Томас Персивал. Кодекс, који је штампан у Масачусетсу на самом почетку деветнаестог века, није имао службену и обавезујућу вредност, али је и поред тога дуго служио као узор за накнадно настале кодексе бројних лекарских удружења широм света.
У 18. и 19. веку медицинска етика се јавља као самосвесна расправа. На пример ауторитет попут Томаса Перцивала писао је о "медицинској одговорности" и створио израз "медицинска етике". Џефри Берлант био је један од критичара Томасовог кодекса, и његове савете сматрао је првим пример не-такмичења. Године 1847. Америчка медицинска асоцијација усвојила је први етички кодекс. Као основа за овај Кодекс, сматра се да су послужили радови Перцивала.
У другој половини 19. века синдикати лекара и лекарске коморе појединих европских земаља, у жељи да обезбеде што бољи положај лекарског сталежа, разрађују етичке кодексе, уз истовремено формирање судова части и дисциплинских судова.
Савремено доба
У Женеви, 1948. године, на првом послератном конгресу Међународног савеза лекарских друштава, одлучено је да се Хипократова заклетва ревидира. Ревидиран текст гласи:
| „ | „У часу када ступам међу чланове лекарске професије свечано обећавам да ћу свој живот ставити у службу хуманости. Према својим учитељима сачуваћу дужну захвалност и поштовање. Своје знање ћу примењивати савесно и достојанствено. Најважнија брига ће ми бити здравље мог болесника. Поштоваћу тајне онога ко ми се повери. Свим својим силама одржаваћу част и племените традиције лекарског звања. Моје колеге биће ми браћа. У вршењу дужности према болеснику на мене неће утицати никакви обзири вере, националности, расе, класе или политичке припадности. Апсолутно ћу поштовати људски живот од самог почетка. Ни под претњом нећу допустити да се медицинска знања користе супротно законима хуманости. Ово обећавам свечано, позивајући се на своју част”. | ” |

Светска Здравствена организације, је 1949. године, на трећем генералном заседању усвојила „Међународни етички кодекс”, који се састоји из три дела. Први део садржи опште ставове, а друга два регулишу однос према болесницима и односе међу лекарима. Овим кодексом постављена су строга правила, односно норме, које од лекара захтевају:
- високи ниво професионалне оспособљености,
- спремност да у свим случајевима лекар одговори високим захтевима које поставља професија,
- да у вршењу службе лекара не би смело да примарно воде материјални мотиви,
- да лекари морају да увек имају на уму значај очувања људског живота од зачећа до смрти,
- да морају без двоумљења да прегледају или прихвате консултације са колегама када је таква консултација у интересу болесника,
- да су дужни да укажу помоћ болеснику у хитним случајевима

У кодексу постоји и препорука или савет, да лекари одржавају пријатељске контакте са осталим лекарима., али и изричита наредба којом се забрањује да лекар подрива поверење болесника у друге лекаре и да од њих „отима” пацијенте, осим начином добре професионалне оријентације.

Заклињем се да ћу лекарску делатност обављати стручно и савесно и да ћу се у свом раду придржавати свих правила лекарске професије, закона и других прописа, Статута Коморе и Кодекса медицинске етике Коморе.

Текст заклетве Лекарске коморе Србије, октобар 2009.
На заседању у Хелсинкију, Светско удружење лекара је, 1964. године усвојило још један значајан етички документ под називом „Посланицима лекарима у клиничком истраживању” или тзв. „Хелсиншка деклерација”. Ова посланица одређује:
| „ | Ко, са којом врстом квалификације и под којим условима сме вршити терапеутска и нетерапеутска клиничка истраживања... као и да је... за овакву врсту истраживања неопходна слободно дата сагласност болесника, који мора претходно бити упозорен са природом, циљевима и ризицима клиничког истраживања. | ” |

Нешо касније донети су и бројне националне декларације, али и кодекси у оквирима појединих специјализованих удружења као што су, нпр. „Токијска деклерација”, и „Хавајска деклерација”, „О неким правилима етике и психијатрије”. Све учесталија диференцијација медицине на уске специјалистичке гране, све већа примена техничких апарата у дијагностици, као и биолошка достигнућа у оквиру контроле генетских процеса, развила је очекивање да се у будућности може очекивати значајно умножавање етичких кодекса који ће децидно и прецизно регулисати проблеме који се јављају и тиме спречавати евентуалне „тамне стране” у овом незадрживом процесу.

### Етичке декларације, резолуције и изјаве
1. Теневска декларација- 74. — Светско медицинско удружење
2. Принципи медицинске етике — Уједињене нације (Принципи медицинске етике)
3. Препорука о ситуацији ментално оболелих- 9. — Савет Европе
4. Изјава - 3 — Светско психијатријско удружење
5. Етички кодекс јавног здравља - 12 — Америчка здравствена асоцијација.

## Етички аспекти медицине
Сазревање медицине у 21. веку је резултат ванредно брзог и успешног развоја природних наука, посебно техничких и биологије. Задивљујући развој технике убрзано мења услове живота и рада савременог човека, па и медицинска науке која прати ове промене и непрестано усмерава своја истраживања потребама и захтевима савременог друштва.
| „ | Научно-техничка револуција прошлог и овог века (називају је и другом индустријском револуцијом) обогатила је медицинску науку ванредно сложеним и ефикасним и кибернетским системима. Та „нова медицинска техника” замењује, како лекара у истраживачком раду, тако и лекара промењене медицине, у његовим најкомпликованијим и врхунским церебралним активностима. Њене одлике су изванредна ефикасност, а истовремено објективност, која је тако много недостајала медицини минулих векова. | ” |

Развојни процес медицине је истовремено условљен и праћен бројним противуречностима. Неке од њих се манифестују и као негативне пропратне појаве прогресивних достигнућа. Један од битних услова даљег развоја медицинске науке и њене успешне примене у служби човеку је да се те противуречности препознају, анализирају и превазиђу.
| „ | У многим случајевима људски проблеми и сама болест као и лекарске одлуке и процене постају медикализирани, дакле медицина постаје укључена у свакодневни живот. Медицина је сада оријентисана да лоцира и идентификује болест креирајући друштвено мишљење о болеснику, што раније није било присутно. Неизбежан резултат професионализма може довести до најширих могућих компетенција, тако да неке од њих могу бити и неадекватне, као дуго одржавање вегетативног стања, премда се у многим случајевима то не би ни догодило да је то свесна жеља самога пацијента. Често се у појединачним случајевима показује жеља за показивањем моћи и демонстрирање савремених технологија. | ” |

Према Билибину медицина је од свог настанка „била и остала антрополошка и антропоцентричка област, која се бави личношћу човека”. А човек, у том јединству, је биолошки, психолошки и социјално интегрална целина, сложено и противуречно биће. Зато је у комуникацији између лекара и болесника емоционални однос један од најзначајнијих облика међуљудског споразумевања.
| „ | Питања се ређају: где је медицина данас и каква ће већ сутра бити? Да ли све веће присуство моћних апарата у медицини најављује замену лекара ученим и спретним физичарима? Предстоји ли медицина без лекара? Није ли данашњи лекар на путу „преиначења у ученог механичара човечијег организма? | ” |

Све наведене чињенице доносе у савременом свету нове етичке дилеме у односима лекар–пацијент. У том контексту медицинска етика треба да покуша да да одговор на многобројна питања и укаже на неизоставне разлике између могућности и захтева у обезбеђивању здравствене заштите. Јер и упркос великом напретку модерне медицине много онога што тражимо од лекара је изнад њихових капацитета и могућности.

## Основна начела
Основна начела медицинске етике су: добротворност, хуманост и праведност, недискриминације, поштовања личности и поштовања живота. Сва напред поменута етичка начела могу се сматрати фундаменталним, зато што су други етички принципи у медицини из њих изведени или с њима тесно повезани.

### Добротворност или аутономија
Добротворност односно хуманост представља један од извора медицинског етоса. За етички принцип добротворности односно доброчинства, поред захтева да лекар предано ради за најбољи интерес свог пацијента и низа других етичких захтева, везан је и један од најзначајнијих етичких начела у медицини - лат. primum non nocere, који обавезује лекара да води рачуна, пре свега, да не нашкоди свом пацијенту. Тамо где се то не може са сигурношћу постићи, због одређеног ризика повезаног са лечењем или неком другом интервенцијом, од лекара се захтева да брижљиво процени могуће користи и ризике по пацијента, па да на основу тога доноси одлуке, самостално или конзилијарно.
Добротворност или аутономија је право сваке индивидуе да одлучује о свом лечењу, то јест поштовање жеља пацијента, што обавезно треба да буде основа за доношење медицинских одлука. Добротворност представља и неку врсту синоним за хуманост, а под хуманошћу у овом смислу подразумевамо љубав према пацијенту, и спремност да му се пружи помоћ када је у невољи, као и да се пожртвовано штите његови интереси. У оквиру добротворности спада и спремност лекара да преузме одговорност за такво своје лично ангажовање.
Појам хуманости у новије време обухвата и љубав и одговорност не само према човеку појединцу (пацијенту), већ и према заједници.
Овај етички принцип има велику важност у односима лекар - пацијент. Уважити пацијентову аутономију значи променити многа досадашња правила у раније успостављеним односима лекар пацијент, где су углавном све одлуке доносили лекари не укључујући болесника и чувајући као тајну оно што раде.
Данашњи приступ поштовања аутономије укључује одговоре, објашњења и опције клиничких испитивања као и терапије, али и расправе о добробитима и ризицима истих. Сваки пацијент, понаособ, има право на пуну истину и објашњење, али зависно од културног и образовног нивоа сваког појединачног пацијента, приступ лекара мора бити индивидуалан. Овај принцип пацијенту даје одређену снагу и моћ, и обезбеђујемо поштовање његовог права да самостално доноси одлуку у сопствену корист.
Обавеза лекара је да даје истините одговоре и пацијенту пружи што више информација о његовој болести, начину лечења, прогнози, евентуалним компликација како би омогућио пацијенту да активно учествује у доношењу одлуке о властитом лечењу. Све информације лекар мора дати на једноставан начин без употребе медицинске терминологије, водећи при томе рачуна о нивоу знања, здравственом стању, психичким могућностима и узрасту особе са којом разговара, како би она разумела и схватила таквих података. Такође лекар мора да избегава примену било какве замке пацијентових личних жеља и захтева о третману и настојати одлуку донесе у складу са оним што је најбоље за пацијента.
| „ | Аутономија пацијента није утопија и она се мора доследно поштовати у медицини. Реалност је, на жалост, често таква да се због добробити пацијента и поштовања правила „пацијенту не нашкоди“, ово начело поштовања аутономије мора понекад да устукне. Вештина, па и уметност лекарског позива огледа се у способности оптималног прилагођавања поштовања аутономије пацијента датој реалности. Реалност лекарског позива је понекад таква да није могуће, због стања пацијента, поштовати, увек, ово начело. | ” |

### Хуманост и праведност
У свом раду лекар не сме имати никакве предрасуде, ни о питању старости, расе, пола, религије, политичке ангажованости као и сексуалне оријентације пацијената.
Здравље је јавно добро и припада свима па и мањинским групама. Здравље је само по себи приоритетни циљ јер представља основни ресурс (инпут) економског развоја сваког друштва. Зато су дискриминаторски закони и амандмани (не тако ретки у многим срединама широм света) несхватљиви јер су озбиљно угрозили доношења одлука о јавном здрављу и здравственој заштити, правима посета болницама, приступу здравственом осигурање и правној заштити из области здравствен и социјалне заштите мањинских групама.
Овде спадају и захтеви за таквом дистрибуцијом здравствених ресурса и технологије која осигурава њихову доступност целокупном становништву, као и захтеви да се фондовима солидарности и на друге погодне начине омогући и економски угроженом становништву коришћење здравствене заштите.
Ови принципи наглашавају одговорност лекара према пацијенту као и према друштвеној заједници. Неретки су случајеви да лекар одбија да лечи пацијента који је геј или неће да престане да пуши или конзумира алкохол, што је недопустиво и не сме да се догоди, У таквим ситуацијама лекар крив због због својих предрасуда.
Такође у последње време чест је случај да васкуларни хирурзи одбијају да лече болеснике који болују од периферне васкуларне болести јер су наставили да пуше и поред строгих лекарских упутстава да то не раде.
| „ | Етички је неприхватљиво да лекар одбија тестове или третман базиран на његовом неодобравању начина живота пацијента. | ” |

### Недискриминација и поштовање личности
Приличан број етичких начела изведен је из фундаменталног захтева да се поштује личност. У том смислу поштовање људских права и недискриминација корисника здравствених услуга треба да обухвати пре свега:
- Поштовање личности сваке особе
- Једнак третман за све кориснике здравствене услуге, без дискриминације
- Поштовање пацијента на приватност
- Право на заштиту од злостављања и занемаривања
- Редовно информисање и обавештавање
- Добровољност и поштовање слободног изражавања воље

Лекар је обавезан да сва своја знања и вештине максимално примени за добробит пацијента. Доброчинство представља синоним за хуманост. Под хуманошћу се у медицинској етици подразумева љубав према пацијенту, спремност да му се пружи помоћ када је у невољи и да се пожртвовано штите његови интереси. Ту спада и спремност медицинског радника да преузме одговорност за такво ангажовање. Појам хуманости у новије време обухвата и љубав и одговорност не само према човеку појединцу већ и према заједници као и окружењу.

### Поштовање живота или нешкодљивост
Поштовање живота, поштовање права на живот свих људских бића је је један од базичних етичких начела не само за медицину. Светост живота, како се то обично наводи у многим текстовима, неприкосновено је право човека на живот: Из чега се извлачи и начело о забрани одузимања живота
односно убијања.
У новије време, поред права на живот свих људских бића, износи се и њихово право на квалитет живота, а то укључује, између осталог, и право не само на заштиту здравља, већ и право на унапређење здравља. Из овог етичког принципа произлази читав низ етичких ставова у медицини који су повезани нпр. са еутаназијом, самоубиством, абортусом, смртном казном, итд...
У медицинској етици посебно место припада односу између медицинског радника и пацијента. Тај однос има, пре свега, карактеристике уговорног односа заснованог на узајамним правима и обавезама и једне и друге стране, тј. на реципроцитету. Ове су карактеристике најизраженије када
компетентан пацијент тражи и прима одговарајућу помоћ од лекара у приватној ординацији. Треба, међутим, истаћи да чак и у таквом односу, лекар обавља и јавну функцију, уз дужност да води рачуна не само о интересима пацијента, већ и о интересима друштвене заједнице. Понекад су те
одговорности у међусобном конфликту, што доводи до озбиљних етичких дилема.
Са социјализацијом медицине, све јаче долазе до изражаја јавне функције лекара и других здравствених радника. У том смислу у свом раду лекар мора чинити све и користити сва расположива средства да се пацијенту у току медицинског третмана не нашкоди: постављањем погрешне дијагнозе, нехатом, примењеним третманом итд. Посебан значај у тим односима има и чување медицинске тајне, посебно чување дигнитета и интегритета свако пацијента понаособ.
Ово начело које се у првим кодексима односило пре свега на ненаношењу телесног бола, данас је проширено и на ненаношење душевног бола. Болестан човек је оптерећен је патњом, напетошћу, срџбом, надом, искушењима, а највише очекивањима у излечење. Медицински радници зато у свом раду требају поштовати осећај дужности према ономе што етика налаже али и испољити саосећање са патњом и болом кроз које пацијент пролази.
Пацијент у одређеним случајевима може одбити лечење што може бити из рационалних, или ирационалних разлога, или да једноставно нема разлога. Уколико пацијент не дозвољава преглед лекар нема право да га додирне. У свим тим осетљивим ситуацијама, како се лекар не би оглушио о начело нешкодљивости, потребно је да покаже много стрпљења и одвоји потребно време како би и пацијенту објаснио шта ће радити и какав је значај како прегледа тако и терапије.
Уколико је пацијент ментално неспособан, било привремено или трајно, обавеза је лекара да делује у најбољем интересу за пацијента. У геријатријској пракси ментална неспособност је веома честа. Процењивање менталне способности није увек једноставно, нарочито у случајевима благе поремећености менталне стабилности.
| „ | У медицинској пракси не постоје два иста случаја, сваки је особен на свој начин и према сваком пацијенту лекар треба да има индивидуалан приступ. Поштовањем овог принципа лекар неће нашкодити пацијенту, мада је то понекад тешко у пракси и применити. | ” |

## Еутаназија
Медицинска еутаназија су активни и пасивни поступци и акције здравственог особља, пре свега лекара, у циљу изазивања смрти болесника у завршној фази болести, или болесника којима не прети блиска смрт, али који су болешћу и инвалидношћу угрожени у тој мери да је њихов живот праћен искључиво болом, патњом и мизерним животом.
Синоними
„Убиство из самилости“ (енгл. Mercy killing) или „достојанствена смрт“ (енгл. Death with dignity).
Еутаназија кроз историју
Еутаназија је увек била у центру људских размишљања када је у питању тешко оболели болесник за кога нема успешна терапија, тако да еутаназичке идеје нису нешто ново и нису настале у технолошки ефикасном времену. Историјски гледано оне потичу још из древног Египта, а биле су присутне и код грчких и римских филозофа и државника. Према писању неких историчара, на острву Косу, родном крају Хипократа, постојао је обичај да старије особе, неспособне за привређивање, једном годишње заједнички испијају чашу отрова. Платон и Сократ јавно су се залагали за елиминацију тешко инвалидне деце. У „Идеалној држави“ Аристотела, инвалидној деци није било одређено право на живот, а о самој еутаназији говорио је;
| „ | Боље је да заврши живот управо тако као да напуштамо банкет, ни жедни ни пијани. | ” |

Марко Аурелиус је бранио право личности да саму себе ослободи интелектуалне детериорације.
Насупрот ставова Платона Аристотела и Сократа, Хипократ је у својој заклетви против било којег облика еутаназије:
| „ | Никоме нећу, чак ако то буде и тражио, дати смртоносни лек нити ћу му дати савет о његовом деловању. | ” |

У периоду хришћанства Св. Аурелије суочен са појавом све учесталијих самоубистава међу хришћанским верницима, а како би спречио њихово све веће осипање и осипање, прокламовао је синтагму да је самоубиство „гнусан, проклет и неморалан чин“. Ова синтагма односила се и на забрану чина еутаназије.
Тома Аквински дефинитивно је у 13. веку изнео категоричко негативан став цркве према самоубиству и еутаназији. Од тада па све до тридесетих година 20. века еутаназија је била једва помињани концепт у медицини, религији и филозофији.
Смањењем догматичких утицаја цркве и налетом утопијских и хуманистичких идеја и демократизације живота, појавиле су се, испрва спорадичне, а касније учесталије расправе на тему еутаназије. Крајњи циљ ових расправа сводио се на покушај да се легализује право на „милосрдну смрт“ код болесника у завршној фази болести и других особа које због инвалидитета и других болести, немају услова за достојанствен живот.
Облици еутаназије
Медицинска еутаназија се дели на две велике категорије:
Активна еутаназија насупрот пасивној,
„Милосрдно убиство“ односно „лака смрт“, главни је принцип код активне еутаназије. Она је најчешће узрокована директном или индиректном активношћу лекара.
Док код активне еутаназије лекар са предумишљајем узрукује смрт болесника, у другом случају (који се алтернативно назива и „антидистаназија“), лекар употребом супстанци које ублажавају бол и патњу, индиректно, убрзава фаталан исход болесника. У пасивној еутаназије, лекар свесно престаје са лечењем, најчешће искључивањем апарата за одржавање болесника у животу. У пасивној еутаназији говоримо у случајевима када је лекару познато да искључивањем апарата пацијента „гура“ у сигурну смрт.
Вољна еутаназија насупрот невољној
„Вољна еутаназија“ означава термин који се односи на еутаназију коју лекар обавља уз пристанак болесника да се над њим спроведе акт еутаназије Пристанак за еутаназију, у највећем броју случајева, добија се од болесника који је у стању измењене или поремећене свести.
Насупрот „вољној еутаназији“, термином „невољна еутаназија“ означава ситуација у којој болесник не даје пристанак да се над њим изврши еутаназија, па се „лака смрт“ код такве особе изазива на захтев друге особе.